# Collema
Collema oder Leimflechten ist eine Gattung von flechtenbildenden Schlauchpilzen. Weltweit sind 80 Arten bekannt, von denen 25 in Deutschland wachsen.

## Beschreibung
Collema-Arten sind dunkelbraune bis schwarze Laubflechten. Im trockenen Zustand sind die Lager spröde, quellen jedoch bei Befeuchtung stark auf und sind dann von gallertartiger Konsistenz. Als Photobiont treten Cyanobakterien der Gattung Nostoc auf. Falls Apothecien (Fruchtkörper) auftreten, sind diese rot- bis dunkelbraune, meist vertieft sitzende, berandete Scheiben. Viele Arten sind gewöhnlich steril und bilden Isidien aus, die der vegetativen Vermehrung dienen. Die Flechten sind mit Haftern, nur selten mit Rhizinen am Substrat befestigt. 

## Standort
Die in Mitteleuropa vertretenen Arten wachsen auf Baumrinde, Erde und Gestein. Die epiphytischen Vertreter leben auf Laubbäumen mit subneutraler Rinde, teils in warmen, wintermilden Lagen. Teils werden auch humide, ozeanische meist ausgesprochen niederschlagsreiche Berglagen besiedelt.
Gesteinsbewohnende Collema-Arten besiedeln typischerweise lichtoffene (oft sonnige) Standorte, die nach Regenfällen einige Zeit sickerfeucht bleiben. Unter diesen Bedingungen besiedeln etwa Collema callopismum, Collema cristatum, Collema fuscovirens, Collema multipartum und Collema polycarpon auch Kalkfelsen.

## Gefährdung
Sämtliche Arten die auf Rinden wachsen sind teils vom Aussterben bedroht, teils bereits ausgestorben. Dies beruht offenbar auf einer besonders geringen Resistenz gegenüber Schwefeldioxid und einer pH-Absenkung des Niederschlagswassers. Nur Collema flaccidum, das auch auf silikatischem Gestein wächst, reagiert nicht so extrem.